# Sugar Creek
Sugar Creek é uma cidade localizada no estado americano de Missouri, no Condado de Clay e Condado de Jackson.

## Demografia
Segundo o censo americano de 2000, a sua população era de 3839 habitantes.
Em 2006, foi estimada uma população de 3544, um decréscimo de 295 (-7.7%).

## Geografia
De acordo com o United States Census Bureau tem uma área de
23,2 km², dos quais 21,4 km² cobertos por terra e 1,8 km² cobertos por água.

## Localidades na vizinhança
O diagrama seguinte representa as localidades num raio de 12 km ao redor de Sugar Creek.